# Playas (Ekwador)
Playas – miasto w Ekwadorze, w prowincji Guayas, stolica kantonu Playas. 

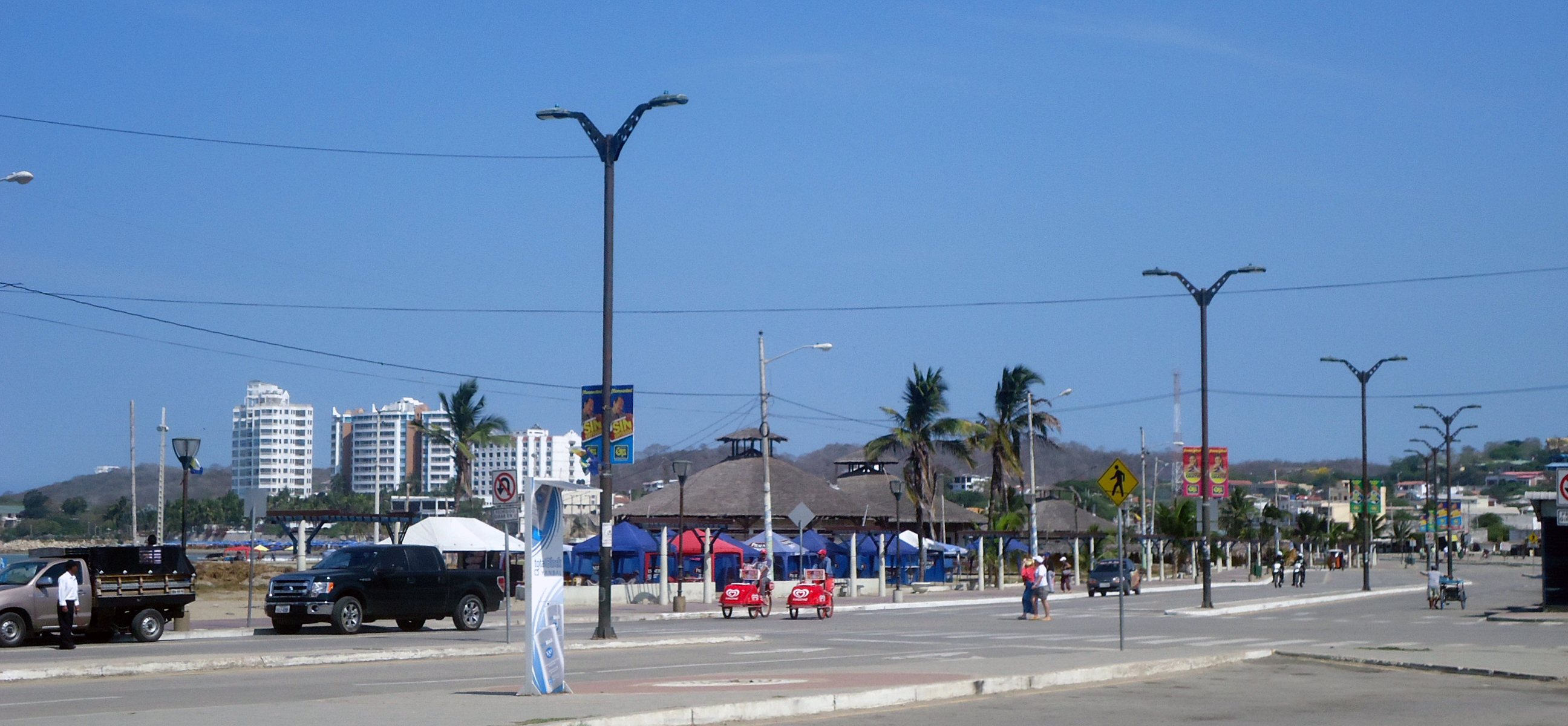
Promenada w Playas

## Opis
Miejscowość został założona w 1910 roku. Przez miasto przebiega droga krajowa E489. Obecnie Playas jest ośrodkiem wypoczynkowym, położonym na Pacyfikiem. W mieście znajduje się krajowy port lotniczy General Villamil..

## Demografia

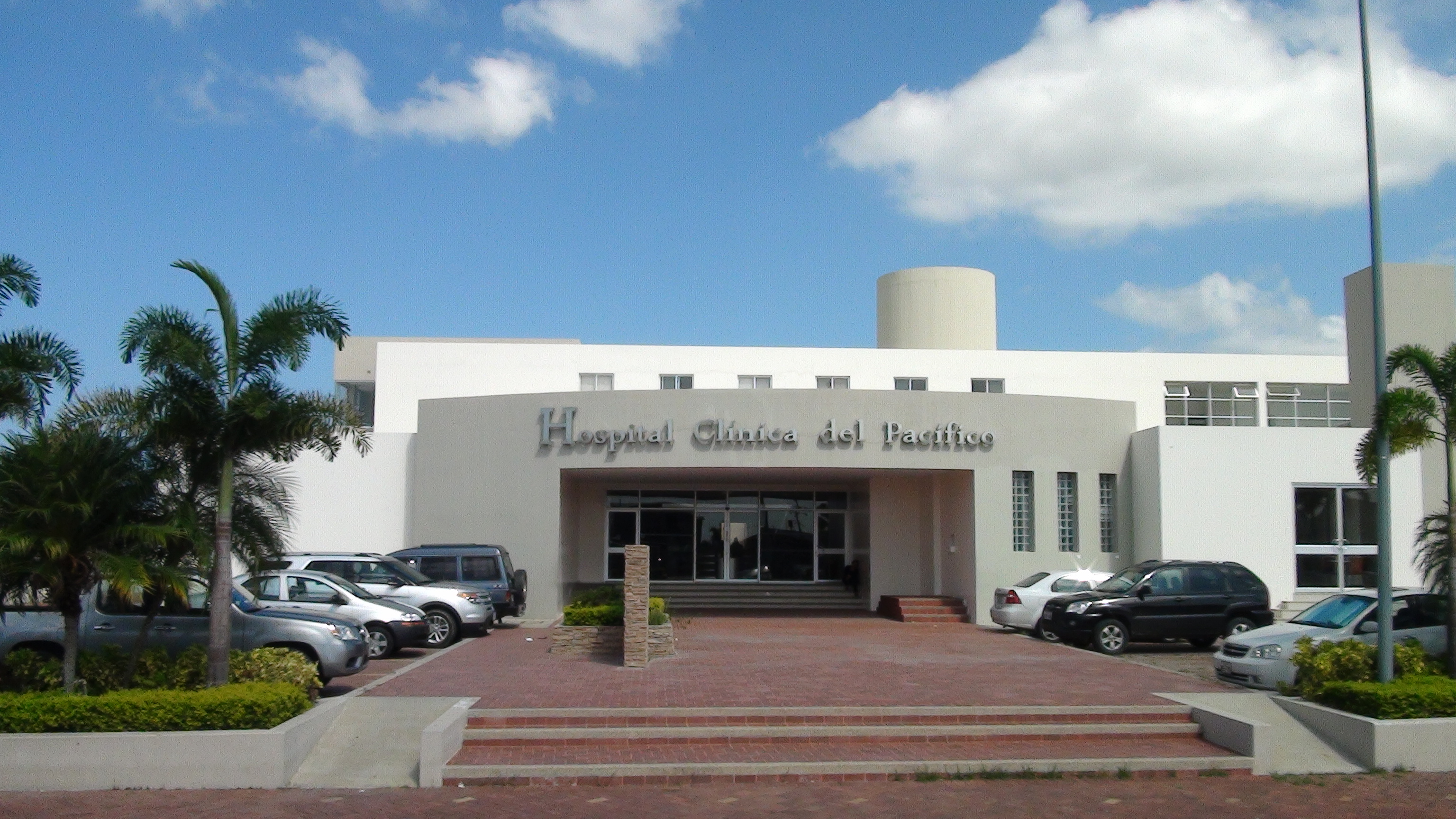
Clínica del Pacifico w Playas

## Baza hotelowa
- Hotel D'Laverdy[2].
- Hotel Paradise Beach[3].